# Coupe de l'EHF masculine 2001-2002
Navigation
Coupe de l'EHF 2000-2001 Coupe de l'EHF 2002-2003
La Coupe de l'EHF 2001-2002 est la 21e édition de la compétition, renommée Ligue européenne masculine de handball depuis 2020.
Organisée par la Fédération européenne de handball (EHF), la compétition est ouverte en 2001-2002 à 59 clubs de handball d'associations membres de l'EHF. Ces clubs sont qualifiés en fonction de leurs résultats dans leur pays d'origine lors de la saison 2000-2001.
Elle est remportée pour la seconde fois par le club allemand du THW Kiel, vainqueur en finale du club espagnol du FC Barcelone.

## Résultats

### Premier tour
Les matchs ont eu lieu entre le 15 et le 22 septembre 2001 :
| Équipe 1                | Score   | Équipe 2                | Aller   | Retour  |
| ----------------------- | ------- | ----------------------- | ------- | ------- |
| AS Fílippos Véria       | 63 – 44 | RK Željezničar Sarajevo | 32 – 15 | 31 – 29 |
| US Créteil              | 69 – 56 | Çankaya Bld. Ankara     | 37 – 31 | 32 – 25 |
| HC Kehra                | 39 – 46 | RK Mladost Bogdanci     | 23 – 24 | 16 – 22 |
| HC Mamuli Tbilissi      | 27 – 69 | Union beynoise          | 15 – 31 | 12 – 38 |
| HC Tallas               | 48 – 58 | Université de Homiel    | 22 – 22 | 26 – 36 |
| HC Portovik Youjne      | 58 – 28 | HB Dudelange            | 34 – 12 | 24 – 16 |
| KS Kielce               | 59 – 56 | Lūšis Kaunas            | 35 – 26 | 24 – 30 |
| HV Quintus              | 51 – 59 | Haukar Hafnarfjörður    | 26 – 29 | 25 – 30 |
| ASK Riga                | 57 – 54 | UHC Stockerau           | 32 – 32 | 25 – 22 |
| Dinamo Bucarest         | 44 – 43 | SPE Strovolos Nicosie   | 26 – 20 | 18 – 23 |
| Shevardeni STU Tbilissi | 47 – 69 | SKP Frýdek-Místek       | 26 – 40 | 21 – 29 |

### Deuxième tour
Les matchs ont eu lieu entre le 6 et le 14 octobre 2001 :
| Équipe 1              | Score    | Équipe 2             | Aller   | Retour  |
| --------------------- | -------- | -------------------- | ------- | ------- |
| RK Moslavina Kutina   | 55 – 56  | RK Mladost Bogdanci  | 28 – 26 | 27 – 30 |
| RK Slovenj Gradec     | 63 – 48  | Union beynoise       | 35 – 25 | 28 – 23 |
| Dinamo Astrakhan      | 62 – 54  | SKP Frýdek-Místek    | 33 – 27 | 29 – 27 |
| Bodø HK               | 38 – 40  | HC Eynatten          | 20 – 20 | 18 – 20 |
| HC Portovik Youjne    | 51 – 55  | BM Gáldar            | 29 – 25 | 22 – 30 |
| US Créteil            | 47 – 50  | IFK Ystad            | 23 – 24 | 24 – 26 |
| THW Kiel              | 71 – 36  | RK Gračanica         | 40 – 20 | 31 – 16 |
| RK Železničar Niš     | 57 – 57* | AS Fílippos Véria    | 36 – 29 | 21 – 28 |
| GO Gudme              | 72 – 51  | SKA Minsk            | 35 – 24 | 37 – 27 |
| Kadetten Schaffhausen | 50 – 46  | HC Granitas Kaunas   | 27 – 26 | 23 – 20 |
| HK Lokomotiv Varna    | 49 – 60  | PM Conversano        | 23 – 33 | 26 – 27 |
| Elektromos SE         | 49 – 59  | Bregenz Handball     | 27 – 25 | 22 – 34 |
| ABC Braga             | 46 – 53  | AC Doukas            | 26 – 22 | 20 – 31 |
| Université de Homiel  | 38 – 62  | ASK Riga             | 19 – 26 | 19 – 36 |
| KS Kielce             | 56 – 62  | Haukar Hafnarfjörður | 29 – 29 | 27 – 33 |
| HC Berchem            | 56 – 67  | Dinamo Bucarest      | 26 – 35 | 30 – 32 |

*L'AS Fílippos Véria est qualifié selon la règle du nombre de buts marqués à l'extérieur.

### Seizièmes de finale
Les résultats des seizièmes de finale, qui ont eu lieu entre le 9 et le 18 novembre 2001, sont :
| Équipe 1          | Score   | Équipe 2               | Aller   | Retour  |
| ----------------- | ------- | ---------------------- | ------- | ------- |
| Pallamano Trieste | 54 – 60 | Dinamo Astrakhan       | 27 – 28 | 27 – 32 |
| THW Kiel          | 59 – 57 | Prule 67 Ljubljana     | 33 – 25 | 26 – 32 |
| RK Slovenj Gradec | 53 – 46 | ŠKP Sečovce            | 30 – 24 | 23 – 22 |
| Bregenz Handball  | 51 – 52 | TSV St. Otmar St. Gall | 29 – 21 | 22 – 3  |
| IFK Ystad         | 42 – 55 | ZTR Zaporijjia         | 19 – 26 | 23 – 29 |
| Steaua Bucarest   | 46 – 47 | Kadetten Schaffhausen  | 23 – 22 | 23 – 25 |
| ASKI Ankara       | 52 – 53 | AC Doukas              | 28 – 29 | 24 – 24 |
| HV Aalsmeer       | 50 – 56 | Dinamo Bucarest        | 26 – 24 | 24 – 32 |
| FC Barcelone      | 69 – 57 | Haukar Hafnarfjörður   | 39 – 29 | 30 – 28 |
| GO Gudme          | 67 – 43 | RK Split               | 38 – 17 | 29 – 26 |
| SC Szeged         | 63 – 64 | BM Gáldar              | 33 – 28 | 30 – 36 |
| Wybrzeże Gdańsk   | 37 – 44 | RK Mladost Bogdanci    | 17 – 26 | 20 – 18 |
| ASK Riga          | 51 – 52 | Drammen HK             | 26 – 20 | 25 – 32 |
| HC Eynatten       | 38 – 56 | SG Wallau-Massenheim   | 20 – 27 | 18 – 29 |
| PM Conversano     | 47 – 59 | RK Sintelon            | 23 – 29 | 24 – 30 |
| TBV Lemgo         | 62 – 54 | AS Fílippos Véria      | 39 – 26 | 23 – 28 |

### Huitièmes de finale
Les matchs ont eu lieu entre le 8 et le 13 décembre 2001 :
| Équipe 1               | Score   | Équipe 2              | Aller   | Retour  |
| ---------------------- | ------- | --------------------- | ------- | ------- |
| ZTR Zaporijjia         | 51 – 52 | TBV Lemgo             | 28 – 22 | 23 – 30 |
| RK Mladost Bogdanci    | 41 – 63 | GO Gudme              | 24 – 27 | 17 – 36 |
| RK Sintelon            | 66 – 54 | Kadetten Schaffhausen | 37 – 25 | 29 – 29 |
| Dinamo Astrakhan       | 46 – 48 | BM Gáldar             | 28 – 26 | 18 – 22 |
| TSV St. Otmar St. Gall | 51 – 72 | FC Barcelone          | 23 – 31 | 28 – 41 |
| SG Wallau-Massenheim   | 64 – 58 | RK Slovenj Gradec     | 32 – 23 | 32 – 35 |
| AC Doukas              | 44 – 47 | Drammen HK            | 23 – 18 | 21 – 29 |
| THW Kiel               | 64 – 48 | Dinamo Bucarest       | 33 – 27 | 31 – 21 |

### Quarts de finale
Les matchs ont eu lieu les 23 et 24 février (aller) et les 2 et 3 mars 2002 (retour) :
| Équipe 1             | Score   | Équipe 2    | Aller   | Retour  |
| -------------------- | ------- | ----------- | ------- | ------- |
| SG Wallau-Massenheim | 56 – 49 | RK Sintelon | 32 – 22 | 24 – 27 |
| FC Barcelone         | 66 – 54 | Drammen HK  | 39 – 30 | 27 – 24 |
| BM Gáldar            | 64 – 53 | GO Gudme    | 30 – 26 | 34 – 27 |
| THW Kiel             | 62 – 49 | TBV Lemgo   | 33 – 23 | 29 – 26 |

### Demi-finales
Les matchs ont eu lieu le 23 (aller) et les 30 et 31 mars 2002 (retour) :
| Équipe 1     | Score   | Équipe 2             | Aller   | Retour  |
| ------------ | ------- | -------------------- | ------- | ------- |
| FC Barcelone | 74 – 55 | BM Gáldar            | 41 – 23 | 33 – 32 |
| THW Kiel     | 63 – 59 | SG Wallau-Massenheim | 32 – 27 | 31 – 32 |

### Finale
| Équipe 1 | Score   | Équipe 2     | Aller   | Retour  |
| -------- | ------- | ------------ | ------- | ------- |
| THW Kiel | 60 – 57 | FC Barcelone | 36 – 29 | 24 – 28 |

#### Finale aller
La finale aller a eu lieu le 20 avril 2002 à 15h00 dans la Ostseehalle de Kiel, devant 9 000 spectateurs et est remportée par Kiel 36 à 29, :
- THW Kiel –  Andersson, Fritz – Wislander  (6), Preiß (2), Petersson (9/3), Bjerre, Lozano  (4), Petersen  (2), Lövgren (5/2), Scheffler (3), Fis, Olsson (5)
- FC Barcelone –  Barrufet, Svensson – Xepkin  (1), O'Callaghan (1), Masip (5), Hernández (2), Lapčević , Guijosa (8/6), Nagy (5), Ortega (1), Bojinović  (1), Entrerríos  (5)

#### Finale retour
La finale retour a eu lieu le 28 avril 2002 à 18h30 dans le Palau Blaugrana de Barcelone, devant 5 000 spectateurs et est remportée par Barcelone 28 à 24, ce qui n'est pas suffisant pour compenser la défaite de sept buts du match aller malgré une avance de sept buts (9-2) après dix minutes et de huit buts (16-8) juste après la mi-temps, :
- FC Barcelone –  Barrufet, Svensson – Xepkin  (1), O'Callaghan (2), Masip  (8/5), Hernández, Lapčević, Franzén, Guijosa (7/2), Nagy  (5), Ortega  (1), Entrerríos  (4)
- THW Kiel –  Andersson, Fritz – Wislander  (2), Preiß, Petersson (9/3), Bjerre (1), Lozano  (7), Petersen  , Lövgren (1), Scheffler  (1), Fis, Olsson  (3)